# Howie Mandel
Howard Michael Mandel, detto Howie (Toronto, 29 novembre 1955), è un conduttore televisivo, comico e attore canadese.

## Televisione
Tra i principali lavori come conduttore televisivo vi sono America's Got Talent (giudice) dal 2010, Deal or No Deal (Affari tuoi) (2005-2019, oltre 600 episodi), Entertainment Tonight (2008), Comics Unleashed (2006), Hollywood Squares (2002-2003), The Howie Mandel Show (1998-1999) e altre ospitate.
Ha preso parte a diverse serie TV come Monk (2008), Bobby's World (solo voce, dal 1990 al 1998), Good Grief (1990-1991), A cuore aperto (1982-1988) e nella quarta puntata della sesta stagione di The Big Bang Theory (La minimizzazione del rientro) per una apparizione di pochi secondi interpretando se stesso. Mandel soffre di Disturbo da deficit di attenzione/iperattività.

## Filmografia
- A tutto gas (Gas), regia di Les Rose (1981)
- The Funny Farm, regia di Ron Clark (1983)
- Gremlins, regia di Joe Dante (1984) – Voce
- Un bel pasticcio! (A Fine Mess), regia di Blake Edwards (1986)
- Bobo, vita da cani (Walk Like a Man), regia di Melvin Frank (1987)
- Piccoli mostri (Little Monsters), regia di Richard Greenberg (1989)
- Gremlins 2 - La nuova stirpe (Gremlins 2: The New Batch), regia di Joe Dante (1990) – voce
- Magic Kid II, regia di Stephen Furst (1994)
- Tribulation, regia di André van Heerden (2000)
- Spin Cycle, regia di Scott Marshall (2000)
- Spinning Out of control, regia di Richard Martin (2001)
- Hansel & Gretel, regia di Gary J. Tunnicliffe (2002)
- Pinocchio 3000, regia di Daniel Robichaud (2004) – voce
- Medium – serie TV, episodio 3x21 (2007)
- Detective Monk (Monk) – serie TV , episodi 6x11-7x07 (2007-2008)
- The Big Bang Theory – serie TV, episodio 6x04 (2012)
- Killing Hasselhoff, regia di Darren Grant (2017)
- Superstore – serie TV, episodio 3x1 (2017)

## Singoli e album
- I Do the Watusi
- Fits Like a Glove

## Doppiatori italiani
Nelle versioni in italiano delle opere in cui ha recitato, Howie Mandel è stato doppiato da:
- Stefano Benassi in Detective Monk
- Massimo Lodolo in Spinning Out of control
- Enrico Di Troia in Family Switch